# Olgasolaris tollmanni
Olgasolaris tollmanni is een slakkensoort uit de familie van de Phenacolepadidae. De wetenschappelijke naam van de soort is voor het eerst geldig gepubliceerd in 1992 door L. Beck.